# I Will Always Love You
"I Will Always Love You" là một bài hát được viết bởi ca sĩ kiêm nhạc sĩ người Mỹ Dolly Parton vào năm 1973. Phiên bản nhạc đồng quê của bà được phát hành làm đĩa đơn vào năm 1974 với nội dung được viết như là lời chia tay đối với người cố vấn cho sự nghiệp âm nhạc của Parton trong 7 năm, Porter Wagoner, sau quyết định theo đuổi sự nghiệp hát đơn của bà. Phiên bản "I Will Always Love You" của Parton đã gặt hái nhiều thành công thương mại, đạt vị trí số một trên bảng xếp hạng Billboard Hot Country Songs ở hai thời điểm khác nhau. Nó lần đầu tiên đạt vị trí quán quân vào tháng 6 năm 1974, và sau đó đạt được thành tích này một lần nữa vào tháng 10 năm 1982, với bản thu âm lại của bà cho nhạc phim The Best Little Whorehouse in Texas, giúp Parton trở thành nghệ sĩ đầu tiên trong lịch sử đạt được vị trí số một với hai lần khác nhau cho cùng một bài hát.
Năm 1992, Whitney Houston thể hiện lại bài hát cho bộ phim năm 1992 The Bodyguard. Phiên bản này đã đạt vị trí số một trên bảng xếp hạng Billboard Hot 100 trong 14 tuần liên tiếp, trở thành một trong những đĩa đơn bán chạy nhất mọi thời đại và là đĩa đơn bán chạy nhất lịch sử âm nhạc bởi một nghệ sĩ nữ. Ngoài ra, "I Will Always Love You" cũng được thu âm lại bởi nhiều nghệ sĩ khác như Linda Ronstadt và John Doe.

## Phiên bản của Dolly Parton
Dolly Parton viết bài hát vào năm 1973 và phát hành một năm sau đó. Trong nhiều cuộc phỏng vấn sau này, Parton thổ lộ rằng bà viết nó cho người cộng sự và là cố vấn của bà, Porter Wagoner. Bài hát được thu âm ngày 13 tháng 6 năm 1973 tại phòng thu RCA "B" ở Nashville, và nằm trong album hát đơn thứ 13 của bà, Jolene (1974). Đĩa đơn đạt vị trí cao trên bảng xếp hạng từ tháng 4 năm 1974 và vươn lên vị trí quán quân trên bảng xếp hạng Billboard Hot Country Songs một tháng sau đó.
Parton thu âm lại "I Will Always Love You" vào năm 1982 để đưa vào bộ phim The Best Little Whorehouse in Texas. Phiên bản này cũng giành vị trí quán quân năm 1982 trên Hot Country Songs, và là lần đầu tiên một bài hát giành vị trí quán quân ở hai thời điểm khác nhau.
Năm 1995, Parton tiếp tục gặt hái những thành công với bài hát khi kết hợp với Vince Gill. Nó đạt vị trí thứ 15 vào tháng 12 năm đó, đánh dấu thành công lần thứ ba của bà với bài hát. Năm 2003, CMT xếp nó ở vị trí số 16 trong danh sách "100 bài hát nhạc đồng quê hay nhất", và vị trí số một trong danh sách "100 bài tình ca hay nhất" một năm sau đó.

### Danh sách bài hát
- Đĩa 7"[2]

1. "I Will Always Love You" – 2:53
2. "Lonely Comin' Down" – 3:09

### Xếp hạng
| Bảng xếp hạng (1974)                  | Vị trí cao nhất |
| ------------------------------------- | --------------- |
| Canada Country Tracks (RPM)           | 4               |
| Hoa Kỳ Hot Country Songs (Billboard)  | 1               |
| Bảng xếp hạng (1982)                  | Vị trí cao nhất |
| Úc (Kent Music Report)                | 72              |
| Canada Top Singles (RPM)              | 8               |
| Canada Adult Contemporary (RPM)       | 2               |
| Canada Country Tracks (RPM)           | 1               |
| Hoa Kỳ Billboard Hot 100              | 53              |
| Hoa Kỳ Adult Contemporary (Billboard) | 17              |
| Hoa Kỳ Hot Country Songs (Billboard)  | 1               |
| Bảng xếp hạng (1995)                  | Vị trí cao nhất |
| Canada Country Tracks (RPM)           | 22              |
| Hoa Kỳ Hot Country Songs (Billboard)  | 15              |

## Phiên bản của Whitney Houston
Năm 1992, Whitney Houston thu âm những bài hát cho album nhạc phim từ bộ phim đầu tay của cô, The Bodyguard. Ban đầu, "What Becomes of the Brokenhearted" của Jimmy Ruffin được chọn là bài hát chủ đề chính của The Bodyguard. Tuy nhiên, họ đã phát hiện ra rằng nó đã được sử dụng cho bộ phim Fried Green Tomatoes, dẫn đến quyết định thay đổi một bài hát khác từ Houston. Nam diễn viên Kevin Costner, người thủ vai chính trong bộ phim với cô, và đã phát cho nữ ca sĩ phiên bản "I Will Always Love You" năm 1975 được thể hiện bởi nữ ca sĩ Linda Ronstadt trong album Prisoner in Disguise của cô. Nhà sản xuất David Foster đã phối khí lại nó như là một bản R&B ballad. Mặc dù hãng đĩa của cô không cảm thấy rằng bài hát sẽ thành công với thể loại này, Houston và Costner vẫn không thay đổi quyết định của nhóm. Ngoài ra, nữ ca sĩ cũng không phải là người duy nhất ghi âm lại bài hát cho bộ phim. Trong một cảnh cô nhảy múa với Costner, một phiên bản được hát bởi John Doe được chơi trên một máy hát tự động.
Sau khi phát hành, phiên bản "I Will Always Love You" của Houston đã nhận được những phản ứng tích cực từ các nhà phê bình âm nhạc, trong đó họ đánh giá cao giọng hát của cô trong bài hát và gọi nó là "ngoài sức tưởng tượng". Nó cũng giúp Houston gặt hái vô số giải thưởng lớn liên tiếp trong hai năm 1993 và 1994, bao gồm sáu giải thưởng âm nhạc Billboard, hai giải thưởng Âm nhạc Mỹ và ba giải Grammy cho Trình diễn giọng pop nữ xuất sắc nhất, Thu âm của năm và Grammy Hall Of Fame. Tính đến nay, nó đã bán được hơn 22 triệu bản trên toàn cầu, trở thành một trong những đĩa đơn bán chạy nhất mọi thời đại và là đĩa đơn bán chạy nhất lịch sử âm nhạc bởi một nghệ sĩ nữ.

### Thành công trên các bảng xếp hạng
Đĩa đơn đã giành vị trí quán quân tại Hoa Kỳ trong 14 tuần, một kỷ lục trên bảng xếp bạng Billboard Hot 100 lúc bấy giờ. Đây cũng là đĩa đơn trụ vững ở ngôi vị quán quân lâu nhất trong sự nghiệp của Whitney, phá vỡ kỷ lục trước đó với 3 tuần của "Greatest Love of All". Trên thị trường quốc tế, bài hát gần như đạt vị trí quán quân tại tất cả các quốc gia nó xếp hạng, bao gồm European Hot 100 Singles (đứng đầu trong 13 tuần), cũng như đứng vị trí thứ nhất tại Úc trong 10 tuần, 5 tuần ở Áo, 7 tuần ở Bỉ, 8 tuần ở Pháp, 6 tuần ở Đức,, 8 tuần ở Ireland, 2 tuần ở Ý, 6 tuần ở Hà Lan, 11 tuần ở New Zealand, 9 tuần ở Na Uy, 6 tuần ở Thụy Điển,, 8 tuần ở Thụy Điển, và 10 tuần ở Vương quốc Anh.

### Danh sách track và định dạng
- Đĩa 12" tại Anh quốc và châu Âu
  - A "I Will Always Love You" ― 4:31
  - B1 "Jesus Loves Me" – 5:11
  - B2 "Do You Hear What I Hear? – 3:31
- Đĩa 7" tại Anh quốc, châu Âu và Hoa Kỳ
  - A "I Will Always Love You" ― 4:31
  - B "Jesus Loves Me" – 5:11
- Đĩa CD maxi tại châu Âu và Hoa Kỳ

1. "I Will Always Love You" – 4:31
2. "Jesus Loves Me" – 5:11
3. "Do You Hear What I Hear?" – 3:31

### Xếp hạng
| Bảng xếp hạng (1992-93)                  | Vị trí cao nhất |
| ---------------------------------------- | --------------- |
| Úc (ARIA)                                | 1               |
| Áo (Ö3 Austria Top 40)                   | 1               |
| Bỉ (Ultratop 50 Flanders)                | 1               |
| Canada (RPM)                             | 1               |
| Canada Adult Contemporary (RPM)          | 1               |
| Đan Mạch (Tracklisten)                   | 1               |
| Châu Âu (European Hot 100 Singles)       | 1               |
| Phần Lan (Suomen virallinen lista)       | 1               |
| Pháp (SNEP)                              | 1               |
| Đức (Official German Charts)             | 1               |
| Hy Lạp (IFPI)                            | 1               |
| Ireland (IRMA)                           | 1               |
| Ý (FIMI)                                 | 1               |
| Nhật Bản (Oricon)                        | 1               |
| Hà Lan (Dutch Top 40)                    | 1               |
| Hà Lan (Single Top 100)                  | 1               |
| New Zealand (Recorded Music NZ)          | 1               |
| Na Uy (VG-lista)                         | 1               |
| Tây Ban Nha (AFYVE)                      | 1               |
| Thụy Điển (Sverigetopplistan)            | 1               |
| Thụy Sĩ (Schweizer Hitparade)            | 1               |
| Anh Quốc (OCC)                           | 1               |
| Hoa Kỳ Billboard Hot 100                 | 1               |
| Hoa Kỳ Adult Contemporary (Billboard)    | 1               |
| Hoa Kỳ Hot R&B/Hip-Hop Songs (Billboard) | 1               |
| Hoa Kỳ Pop Airplay (Billboard)           | 1               |
| Hoa Kỳ Rhythmic (Billboard)              | 1               |
| Bảng xếp hạng (2012)                     | Vị trí cao nhất |
| Canada (Canadian Hot 100)                | 6               |
| Bồ Đào Nha (Billboard)                   | 2               |
| Nga (Russia Top 10)                      | 3               |
| Scotland (The Official Charts Company)   | 19              |

| Bảng xếp hạng (1992)                 | Vị trí |
| ------------------------------------ | ------ |
| Australia (ARIA)                     | 17     |
| Canada (RPM)                         | 85     |
| Canada Adult Contemporary (RPM)      | 97     |
| Italy (FIMI)                         | 7      |
| Japan (Tokyo Hot 100)                | 93     |
| Netherlands (Dutch Top 40)           | 61     |
| UK Singles (Official Charts Company) | 1      |
| Bảng xếp hạng (1993)                 | Vị trí |
| Australia (ARIA)                     | 2      |
| Austria (Ö3 Austria Top 40)          | 8      |
| Belgium (Ultratop 50 Flanders)       | 16     |
| Canada (RPM)                         | 1      |
| Canada Adult Contemporary (RPM)      | 7      |
| Denmark (Tracklisten)                | 10     |
| Europe (European Hot 100 Singles)    | 3      |
| Finland (Suomen virallinen lista)    | 5      |
| Germany (Official German Charts)     | 7      |
| Japan (Oricon)                       | 31     |
| Japan (Tokyo Hot 100)                | 7      |
| Netherlands (Dutch Top 40)           | 13     |
| Netherlands (Single Top 100)         | 5      |
| New Zealand (Recorded Music NZ)      | 2      |
| Norway Winter Period (VG-lista)      | 1      |
| Switzerland (Schweizer Hitparade)    | 7      |
| UK Singles (Official Charts Company) | 10     |
| US Billboard Hot 100                 | 1      |
| US Adult Contemporary (Billboard)    | 18     |
| US Hot R&B/Hip-Hop Songs (Billboard) | 1      |
| Bảng xếp hạng (2012)                 | Vị trí |
| Spain (PROMUSICAE)                   | 49     |

| Bảng xếp hạng (1990–99)              | Vị trí |
| ------------------------------------ | ------ |
| Netherlands (Dutch Top 40)           | 24     |
| UK Singles (Official Charts Company) | 10     |
| US Billboard Hot 100                 | 7      |

| Bảng xếp hạng                        | Vị trí |
| ------------------------------------ | ------ |
| UK Singles (Official Charts Company) | 24     |
| US Billboard Hot 100                 | 51     |

## Chứng nhận
| Quốc gia                                                                           | Chứng nhận  | Số đơn vị/doanh số chứng nhận |
| ---------------------------------------------------------------------------------- | ----------- | ----------------------------- |
| Úc (ARIA)                                                                          | 4× Bạch kim | 280.000                       |
| Áo (IFPI Áo)                                                                       | Vàng        | 25.000*                       |
| Đan Mạch (IFPI Đan Mạch)                                                           | Vàng        | 30,000^                       |
| Pháp (SNEP)                                                                        | Vàng        | 332,000                       |
| Đức (BVMI)                                                                         | Bạch kim    | 0^                            |
| Ý (FIMI)                                                                           | Bạch kim    | 15,000*                       |
| Nhật                                                                               | —           | 810,080                       |
| Hà Lan (NVPI)                                                                      | Bạch kim    | 75.000^                       |
| New Zealand (RMNZ)                                                                 | Bạch kim    | 15,000*                       |
| México (AMPROFON)                                                                  | Vàng        | 30,000                        |
| Thụy Điển (GLF)                                                                    | Bạch kim    | 50.000^                       |
| Anh Quốc (BPI)                                                                     | 2× Bạch kim | 1,638,000                     |
| Hoa Kỳ (RIAA)                                                                      | 6× Bạch kim | 5,166,000                     |
| Nhạc số                                                                            |             |                               |
| Nhật Bản (RIAJ)                                                                    | Bạch kim    | 250,000^                      |
| Hoa Kỳ (RIAA)                                                                      | 2× Bạch kim | 2,016,000                     |
| * Chứng nhận dựa theo doanh số tiêu thụ. ^ Chứng nhận dựa theo doanh số nhập hàng. |             |                               |